# Феликс Оже Алијасим
Феликс Оже-Алијасим (фр. Félix Auger-Aliassime, Монтреал, 8. август 2000) канадски је тенисер. У јуниорској конкуренцији био је други тенисер на ИТФ јуниор листи.
Највиши пласман на АТП листи у синглу му је шесто место на ком је био 7. новембра 2022. године.
Најбољи резултат на гренд слемовима остварио је на Отвореном првенству САД 2021. када је стигао до полуфинала.

## Финала АТП мастерс 1000 серије

### Парови: 1 (1:0)
| Исход    | Бр. | Година | Турнир | Подлога   | Партнер       | Противници              | Резултат                   |
| -------- | --- | ------ | ------ | --------- | ------------- | ----------------------- | -------------------------- |
| Победник | 1.  | 2020.  | Париз  | Тврда (д) | Хуберт Хуркач | Мате Павић Бруно Соарес | 6:7(3:7), 7:6(9:7), [10:2] |

## АТП финала

### Појединачно: 13 (4:9)
| Легенда                        |
| ------------------------------ |
| Гренд слем турнири (0:0)       |
| Завршно првенство сезоне (0:0) |
| АТП мастерс 1000 (0:0)         |
| АТП 500 (2:2)                  |
| АТП 250 (2:7)                  |

| Финала по подлози |
| ----------------- |
| Тврда (4:5)       |
| Шљака (0:2)       |
| Трава (0:2)       |

| Финала по локацији |
| ------------------ |
| Отворено (0:5)     |
| Дворана (4:4)      |

| Исход     | Бр. | Датум             | Турнир                | Подлога   | Противник         | Резултат        |
| --------- | --- | ----------------- | --------------------- | --------- | ----------------- | --------------- |
| Финалиста | 1.  | 24. фебруар 2019. | Рио, Бразил           | Шљака     | Ласло Ђере        | 3:6, 5:7        |
| Финалиста | 2.  | 25. мај 2019.     | Лион, Француска       | Шљака     | Беноа Пер         | 4:6, 3:6        |
| Финалиста | 3.  | 16. јун 2019.     | Штутгарт, Немачка     | Трава     | Матео Беретини    | 4:6, 6:7(11:13) |
| Финалиста | 4.  | 16. фебруар 2020. | Ротердам, Холандија   | Тврда (д) | Гаел Монфис       | 2:6, 4:6        |
| Финалиста | 5.  | 23. фебруар 2020. | Марсеј, Француска     | Тврда (д) | Стефанос Циципас  | 3:6, 4:6        |
| Финалиста | 6.  | 18. октобар 2020. | Келн 1, Немачка       | Тврда (д) | Александар Зверев | 3:6, 3:6        |
| Финалиста | 7.  | 7. фебруар 2021.  | Мелбурн 2, Аустралија | Тврда     | Данијел Еванс     | 2:6, 3:6        |
| Финалиста | 8.  | 13. јун 2021.     | Штутгарт, Немачка (2) | Трава     | Марин Чилић       | 6:7(2:7), 3:6   |
| Победник  | 1.  | 13. фебруар 2022. | Ротердам, Холандија   | Тврда (д) | Стефанос Циципас  | 6:4, 6:2        |
| Финалиста | 9.  | 20. фебруар 2022. | Марсеј, Француска (2) | Тврда (д) | Андреј Рубљов     | 5:7, 6:7(4:7)   |
| Победник  | 2.  | 16. октобар 2022. | Фиренца, Италија      | Тврда (д) | Џ. Џ. Волф        | 6:4, 6:4        |
| Победник  | 3.  | 23. октобар 2022. | Антверпен, Белгија    | Тврда (д) | Себастијан Корда  | 6:3, 6:4        |
| Победник  | 4.  | 30. октобар 2022. | Базел, Швајцарска     | Тврда (д) | Холгер Руне       | 6:3, 7:5        |

### Парови: 2 (1:1)
| Легенда                        |
| ------------------------------ |
| Гренд слем турнири (0:0)       |
| Завршно првенство сезоне (0:0) |
| АТП мастерс 1000 (1:0)         |
| АТП 500 (0:1)                  |
| АТП 250 (0:0)                  |

| Финала по подлози |
| ----------------- |
| Тврда (1:0)       |
| Шљака (0:0)       |
| Трава (0:1)       |

| Финала по локацији |
| ------------------ |
| Отворено (0:1)     |
| Дворана (1:0)      |

| Исход     | Бр. | Датум             | Турнир           | Подлога   | Партнер       | Противници               | Резултат                   |
| --------- | --- | ----------------- | ---------------- | --------- | ------------- | ------------------------ | -------------------------- |
| Победник  | 1.  | 8. новембар 2020. | Париз, Француска | Тврда (д) | Хуберт Хуркач | Мате Павић Бруно Соарес  | 6:7(3:7), 7:6(9:7), [10:2] |
| Финалиста | 1.  | 20. јун 2021.     | Хале, Немачка    | Трава     | Хуберт Хуркач | Кевин Кравиц Орија Текау | 6:7(4:7), 4:6              |

## Остала финала

### Тимска такмичења: 3 (2:1)
| Исход     | Бр. | Датум              | Турнир                      | Подлога   | Партнери                                                       | Противници                                                                                              | Резултат | Извор |
| --------- | --- | ------------------ | --------------------------- | --------- | -------------------------------------------------------------- | --- | -------- | ----- |
| Финалиста | 1.  | 24. новембар 2019. | Дејвис куп, Мадрид, Шпанија | Тврда (д) | Денис Шаповалов Брејден Шнур Вашек Поспишил                    | Рафаел Надал Роберто Баутиста Агут Пабло Карењо Буста Фелисијано Лопез Марсел Гранољерс                 | 0:2      | [ 4 ] |
| Победник  | 1.  | 9. јануар 2022.    | АТП куп, Сиднеј, Аустралија | Тврда     | Денис Шаповалов Брејден Шнур Стивен Дијез                      | Роберто Баутиста Агут Пабло Карењо Буста Алберт Рамос-Вињолас Алехандро Давидович Фокина Педро Мартинез | 2:0      | [ 5 ] |
| Победник  | 2.  | 27. новембар 2022. | Дејвис куп, Малага, Шпанија | Тврда (д) | Денис Шаповалов Вашек Поспишил Алексис Галарно Габријел Дијало | Алекс де Минор Џордан Томпсон Танаси Кокинакис Макс Персел Метју Ебден                                  | 2:0      | [ 6 ] |

## Мечеви за олимпијске медаље

### Мешовити парови: 1 (1–0)
| Исход  | Година | Турнир                   | Подлога | Партнерка           | Противници             | Резултат      |
| ------ | ------ | ------------------------ | ------- | ------------------- | ---------------------- | ------------- |
| Бронза | 2024.  | Олимпијске игре у Паризу | Шљака   | Габријела Дабровски | Деми Шурс Весли Колхоф | 6:3, 7:6(7:2) |

### Појединачно: 1 (0–1)
| Исход    | Година | Турнир                   | Подлога | Противник      | Резултат      |
| -------- | ------ | ------------------------ | ------- | -------------- | ------------- |
| 4. место | 2024.  | Олимпијске игре у Паризу | Шљака   | Лоренцо Музети | 4:6, 6:1, 3:6 |